# Marcus Morton Rhoades
Marcus Morton Rhoades (24 juillet 1903 à Graham, Missouri - 30 décembre 1991) est un cytogénéticien américain.

## Éducation
Il obtient un baccalauréat ès sciences en 1927, une maîtrise ès sciences en 1928 de l'Université du Michigan et un doctorat en 1932 de l'Université Cornell où il est stagiaire de Rollins Emerson aux côtés des futurs lauréats du prix Nobel George Wells Beadle et Barbara McClintock, et termine une thèse sur le thème de la stérilité mâle cytoplasmique du maïs.

## Carrière
Après avoir terminé ses études de doctorat, la carrière de Rhoades se déroule dans de nombreuses institutions, travaillant d'abord comme expérimentateur en sélection végétale à l'Université Cornell de 1932 à 1935, généticien chercheur à l'USDA à Ames, Iowa et plus tard à Arlington, Virginie de 1935 à 1940, professeur associé puis professeur titulaire à l'Université Columbia de 1940 à 1948, professeur à l'Université de l'Illinois à Urbana-Champaign de 1948 à 1958, et enfin à l'Université de l'Indiana de 1948 jusqu'à l'âge maximum de la retraite en 1974.
En 1946, il est élu à l'Académie nationale des sciences.
Rhoades est actif au sein de la Genetics Society of America, en tant que rédacteur en chef de Genetics de 1940 à 1948, puis en tant que vice-président puis président de la GSA.
Ses recherches sur le maïs conduisent à d'importantes découvertes pour la génétique fondamentale et la science appliquée de la sélection végétale. Il est l'un des premiers cytogénécistes à documenter l'appariement pré-méiotique de chromosomes homologues chez le maïs, autrement appelé appariement somatique (Singh, 2003), et le premier à documenter un cas de pulsion méiotique, un héritage mendélien causé par une ségrégation préférentielle de certaines versions de chromosomes homologues au cours de la méiose. Rhoades est également le pionnier des travaux sur les interactions nucléaire-cytoplasmique, démontrant que la mutation du gène nucléaire iojap produit des mutations héréditaires dans le génome des chloroplastes qui persistent après la séparation de la mutation nucléaire.
En 1907, Herbert John Webber fonde le Synapsis Club, une organisation étudiante/professeur à l'Université Cornell. Rollins Emerson continue et encourage ses étudiants à devenir membres, notamment Rhoades.
Dans les années 1940, Rhoades est conseiller doctoral de la généticienne Ruth Sager à l'Université Columbia.
Le M. Rhoades Early-Career Award, décerné chaque année par la communauté de la génétique du maïs pour des contributions significatives à la recherche génétique sur le maïs ou des espèces apparentées, est nommé en l'honneur de Rhoades,.
En 1977, il devient membre étranger de l'Académie royale danoise des sciences et des lettres et en 1981, reçoit la Thomas Hunt Morgan Medal - (Genetics Society of America) - prix inaugural, partagé avec Barbara McClintock.